# Manta esperancera

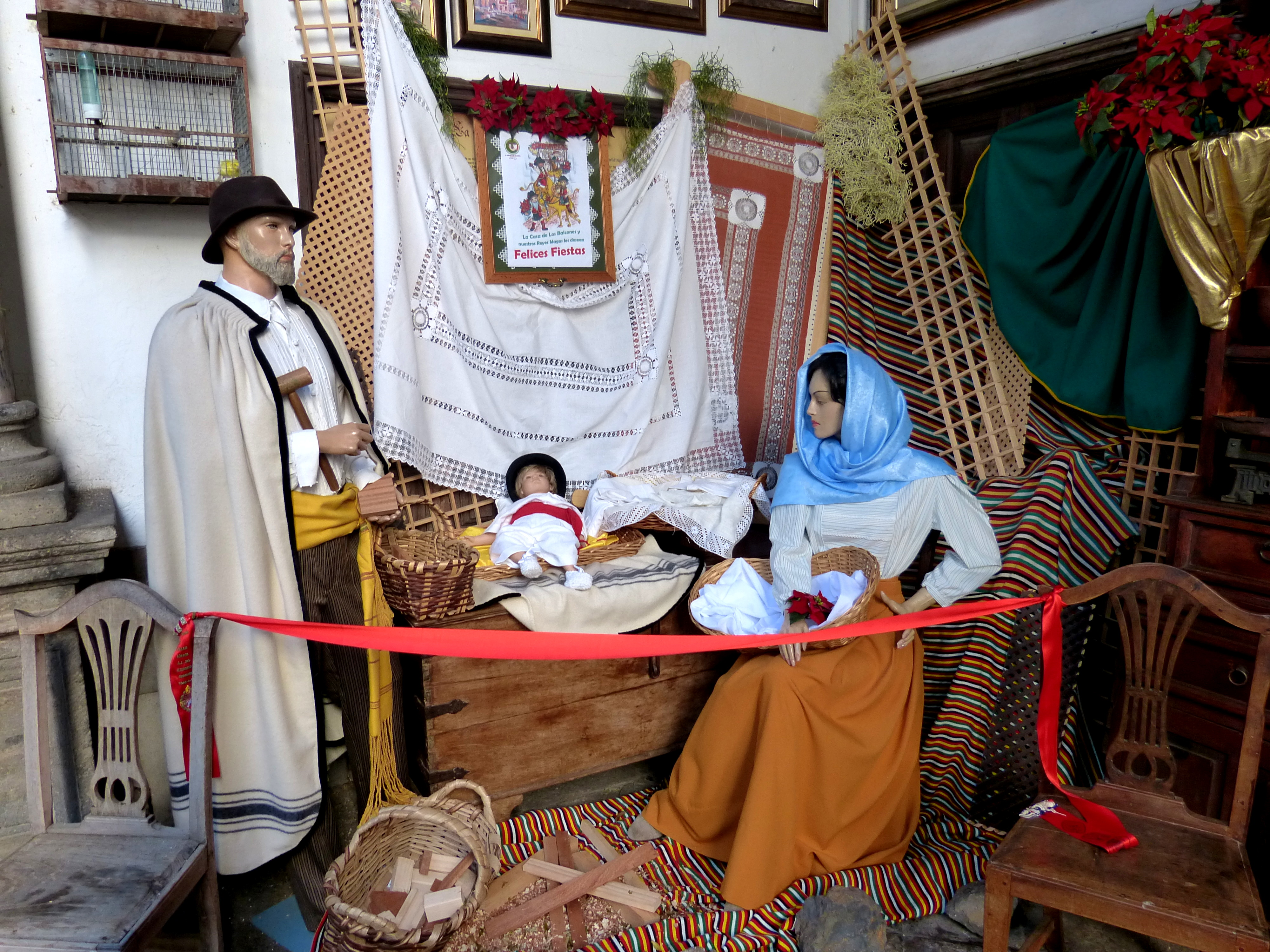
Pessebre canari a La Orotava (Tenerife). La figura que representa a Josep de Natzaret vesteix una Manta esperancera.

La manta esperancera és una peça en forma de capa tradicional dels pagesos de l'illa de Tenerife (Illes Canàries, Espanya). La manta és sempre de color pastel o beix i té en la part inferior sense fregar la vora un seguit de franges alternes amb el fons beix de tonalitats blaves. La manta esperancera va tenir el seu origen en les situacions climatològiques de les zones altes, humides i boscoses de l'illa de Tenerife. Originalment eren mantes de llana a l'ús importades d'Anglaterra. Posteriorment va començar a usar-se com indumentària de l'home de camp. La manta esperancera rep el nom de la localitat de La Esperanza, per ser aquest el lloc de l'illa on més es feia servir a causa de les situacions climatològiques d'humitat aquesta zona de l'illa.
No obstant això molts autors afirmen que la manta esperancera és una evolució del tamarco, penyora que era utilitzada pels guanxes (antics aborígens de l'illa) per també cobrir-se del fred i la humitat. Amb el pas del temps, la manta esperancera s'ha convertit en símbol de la indumentària tradicional de les Illes Canàries passant a ser usada per diversos grups folklòrics tradicionals de les illes com Los Sabandeños i Los Gofiones, entre d'altres.